# 오폴레군 (오폴레주)

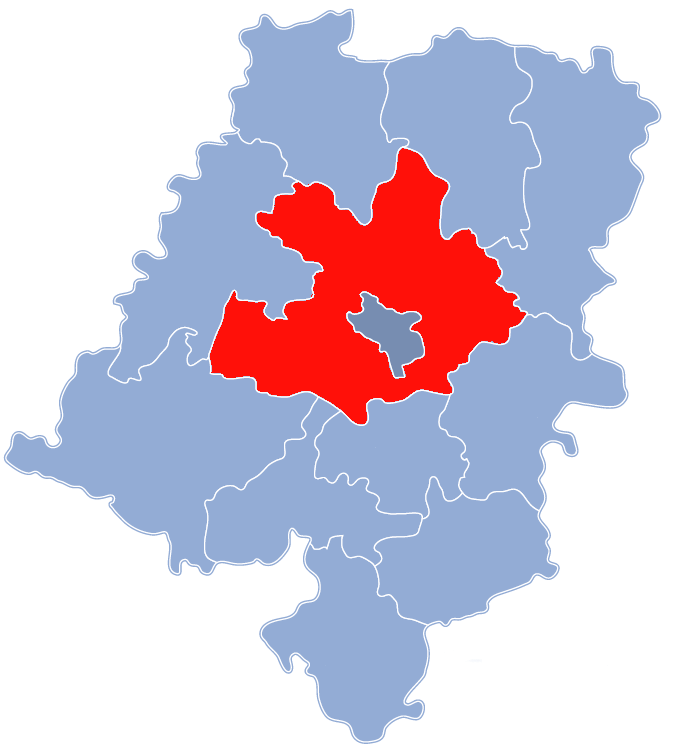
오폴레주 지도에 표시된 오폴레군의 위치

오폴레군(폴란드어: powiat opolski)은 폴란드 오폴레주에 위치한 군으로 면적은 1,586.82km2, 인구는 123,487명(2019년 6월 30일 기준), 인구 밀도는 78명/km2이다. 군청 소재지는 오폴레이지만 오폴레군에 속하지 않고 별도의 도시군으로 존재한다.
북쪽으로는 나미수프군, 클루치보르크군, 북동쪽으로는 올레스노군, 남동쪽으로는 스트셸체군, 남쪽으로는 크랍코비체군, 프루드니크군, 남서쪽으로는 니사군, 북서쪽으로는 브제크군과 접한다. 13개 지방 자치체(4개 도시형 농촌, 9개 농촌)를 관할한다.

군기
군 문장